# Pascal Brutal
Pascal Brutal est une série de bande dessinée créée par Riad Sattouf et parue dans le magazine Fluide glacial. La série comporte quatre albums, le troisième tome a remporté le Fauve d'or au Festival d'Angoulême en 2010.
Cette série porte le nom de son héros, Pascal Brutal, présenté comme « particulièrement viril », dont on suit les péripéties illustrant ou mettant à mal cette virilité.

## Description

### Le contexte
Pascal Brutal se passe dans un futur indéterminé, où les technologies et le décor sont très proches de ce que l'on voit de nos jours, mais où le contexte politique a changé : en effet, la série se déroule sous la présidence d'Alain Madelin. On sait également qu'Olivier Besancenot a représenté la gauche lors d'un second tour contre Madelin.
L'ultra-libéralisme, aux effets parfois absurdes, a modifié le territoire français : le département Pas-de-Calais est une région autonome livrée à elle-même depuis 15 ans. La région Bretagne est également devenue autonome, et a pour capitale la ville de Rennes. Elle est dotée d'une police et d'un hymne, le Bro Gozh. Elle est le décor de plusieurs aventures de Pascal, puisqu'il est originaire de la région. Le centre de Paris est devenu interdit d'accès aux pauvres.
Le reste du monde a lui aussi changé : la Belgique est devenue une gynarchie extrême et brutale où les femmes dominent et soumettent les hommes. La Russie, après son effondrement, est devenue une vaste zone de non-droit peuplée d'hommes des cavernes. Quant au monde arabe, il s'est unifié sous la houlette de l'ex-président syrien, Riad Sattouf lui-même, pour devenir l'Union arabe du soleil, un pays juste et égalitaire, connaissant une indépendance énergétique totale, et où les extrémismes n'existent pas.

### Quelques personnages
Pascal BrutalIl est le héros de cette série. Il a vécu une partie de sa jeunesse à Rennes, et est naturalisé Breton (la Bretagne étant autonome dans le « monde » de Pascal) mais vit vraisemblablement, au moment de la narration, à Paris ou dans sa banlieue. Une rumeur laisse à penser qu'il serait un « bébé-shit » (un enfant de consommateurs de haschich coupé aux disquettes, et dont le génome a muté).
C'est un homme qui se veut viril à tout prix, qui pratique régulièrement la musculation, qui roule à 300 km/h sur les autoroutes avec sa moto. Les symboles de sa virilité sont aussi présentés par le narrateur comme sa paire d'Adidas Torsion 1992, sa gourmette en argent, et son bouc parfaitement bien taillé. « J'ai imaginé un gars qui serait dans l'hypervirilité. Mais en même temps, c'est le roi de la sensiblerie. »
Cette virilité comporte en effet bien des nuances : bien qu'il récuse violemment certaines affirmations le disant homosexuel, il fera la preuve plusieurs fois de bisexualité. « Pascal est un ultrasexuel. [...] Il faut absolument que je maintienne chez lui cette contradiction : je ne suis pas un homo, mais j'ai des pratiques homosexuelles. » On peut le contacter en laissant un mot au ED de Bréquigny.
La mère de PascalDivorcée, elle vit avec un certain Jean-Marc, mais témoigne d'une certaine frivolité, à en croire le narrateur. Ancienne teufeuse, elle est tombée enceinte de Pascal à la suite d'un rapport sexuel avec un punk à chien, dans un fossé.
Pascal a vraisemblablement du mal à résoudre son complexe d’Œdipe. La mère de Pascal présente les attributs d'une partie de la jeunesse actuelle : cheveux roses, piercing, tatouage en bas du dos.
TylerIl fait partie avec Pascal du duo « Goute mon flow », qui chante dans des soirées underground des reprises traduites en Français d'Eminem et 50 cent.
La maîtresse d'école de PascalPartisane de la loi du plus fort, elle défend les élèves qui se moquent des autres, et pousse les élèves à convaincre leurs parents de voter pour Alain Madelin.
Diam'sLa rappeuse fait une courte apparition, bien que son visage (ridé) soit en partie caché par une capuche.
CindyDanseuse R'n'B et une des nombreuses conquêtes de Pascal. Lui préfère un rugbyman de la FFR avec lequel Pascal passera une nuit d'amour.
Le père adoptif de PascalPeu présent dans la vie de Pascal, mais véritable guide, c'est lui qui lui transmit l'amour de la moto, dès son plus jeune âge. Il lui offrit sa fameuse gourmette en argent avec « Pascal » marqué dessus.

### Quelques citations
« La France… Le futur… À travers les brumes impalpables des temps à venir, on ne distingue pas grand chose… Si… Un bruit mou : des baskets Torsion 1992 battent le bitume… Une étincelle fugace dans le brouillard : une gourmette en argent, avec Pascal gravé dessus… La gourmette de… PASCAL BRUTAL ! »

— La nouvelle virilité, page 3

« On entend comme un morceau de speed métal sur l'A11, entre Paris et Le Mans… Un putain de roulement de grosse caisse qui fait plier la nuit… La chanson du cœur d'un homme en colère… Pascal va en Bretagne pour péter la gueule à un mec qui aurait dit du mal de lui. »

— La nouvelle virilité, page 7

« À la fin, il est tellement chaud qu'il tape dans le camion pour se défouler. »

— La nouvelle virilité, page 10

« Être breton c'est avant tout un état d'esprit qui permet de passer de bons moments de convivialité »

— Plus fort que les plus forts, page 24

« La virilité ? C'est mon métier. »

— Plus fort que les plus forts, page 10

## Inspirations
Pour le personnage de Pascal Brutal, Riad Sattouf s'inspire de personnes sûres d'elles qu'il croise dans son entourage, « le genre d'individus qui sait qu'il n'a rien à prouver à personne ».
Sur l'origine du personnage, Riad Sattouf explique : "C'est un type qui existe que j’ai rencontré. Il est entré un jour dans ma vie quand je commençais à faire des BD. J'étais en atelier avec Sfar, Sapin et Blain. Un jour un type entre sans frapper. Assez baraqué, il a une nuque un peu plate et porte des lunettes Ray-Ban. Il me regarde faire. Puis met ses mains sur mon bureau : « Alors Toutouf, on continue à faire ses petites BD ? C'est bien, continue. » Puis il sort. Je me suis dit que j’allais faire une BD à partir de ce type".

## Différentes versions de Pascal Brutal
Un personnage ressemblant fortement à Pascal Brutal[réf. nécessaire], tant au physique qu'au moral, avait déjà fait une brève apparition dans Retour au collège, publié par Riad Sattouf en 2005, un an avant la création de la série Pascal Brutal. Il est présenté comme un professeur d'EPS que Riad Sattouf aurait eu au collège (à Rennes), et qui raillait volontiers ses piètres qualités sportives.
Mais la véritable version prototype de Pascal Brutal[réf. nécessaire] apparaît dès juin 2004 au n°25 de la revue Ferraille Illustré, dans un récit de deux pages intitulé La Fin de Pascal Brutal. Le personnage a déjà sa coupe de cheveux, son bouc, sa tenue caractéristique (avec notamment la gourmette et les baskets torsion) et une certaine aisance pour séduire les femmes. Il lui manque encore l'« ultra-virilité » qui définit le personnage final, notamment sa musculature impressionnante, ses capacités physiques surhumaines et son absence presque totale de peur[réf. nécessaire].
Dans le quatrième et dernier album de la série, Pascal Brutal Quattro, Riad Sattouf, inspiré par les reboots fréquents des films de super-héros, se libère de la continuité stricte des trois albums précédents en plaçant Pascal dans d'autres contextes, où il a d'autres origines et vit d'autres vies : humoriste spécialisé dans le stand-up, acteur de comédie dramatique, héritier d'une grande fortune de la distribution alimentaire, vedette du football.

## Distinctions
- Tome 2 : prix Jacques-Lob au festival BD Boum 2007[8].
- Tome 2 : prix de la bande dessinée d’Humour du festival Juste pour rire (Nantes) 2008.
- Tome 3 : Fauve d'or : prix du meilleur album au Festival d'Angoulême 2010[9].

## Publication
Cette série est d'abord parue dans la revue Fluide glacial.

### Albums
- 1 Pascal Brutal, La nouvelle virilité, Fluide glacial, Paris, 14 juin 2006
Scénario et dessin : Riad Sattouf - Couleurs : Walter -  (ISBN 2-85815-481-3)
- 2 Pascal Brutal 2, Le mâle dominant, Fluide glacial, Paris, 23 août 2007
Scénario et dessin : Riad Sattouf - Couleurs : Walter, Clémence et Delphine Chédru -  (ISBN 978-2-85815-036-6)
- 3 Pascal Brutal cube, Plus fort que les plus forts, Fluide glacial, Paris, 14 septembre 2009
Scénario et dessin : Riad Sattouf - Couleurs : Walter, Clémence et Riad Sattouf -  (ISBN 978-2-85815-983-3)
- 4 Pascal Brutal quatro, Le roi des hommes, Fluide glacial, Paris, 17 septembre 2014
Scénario et dessin : Riad Sattouf - Couleurs : Walter, Clémence et Riad Sattouf -  (ISBN 978-2-352-07197-6)